# William Frederick Lake Price
William Frederick Lake Price (1810–1896) est un aquarelliste anglais qui fut aussi innovateur dans le domaine de la photographie au milieu du XIXe siècle.
Lake Price poursuit des études dans le domaine de la topographie et de l'architecture auprès de l'architecte Pugin. Lake Price fit des expositions de ses tableaux et de ses aquarelles à la Royal Academy de Londres et à la Old Watercolour Society. Dans les années 1850, il rejoignit la London Photographic Society et le Photographic Exchange Club de Londres. Un grand nombre de ses portraits photographiques furent exposés en 1858, dans Portraits of Eminent British Artists.

## Source
- (en) Cet article est partiellement ou en totalité issu de l’article de Wikipédia en anglais intitulé « William Frederick Lake Price » (voir la liste des auteurs).